# F*ck Love
F*ck Love è il primo mixtape del rapper australiano The Kid Laroi, pubblicato il 24 luglio 2020 dalla Grade A e Columbia.
Il 6 novembre 2020 è stata messa in commercio una versione deluxe del mixtape intitolata F*ck Love (Savage), con l'aggiunta di sette nuove tracce.
Il 23 luglio 2021 ne è uscita una terza versione, intitolata F*ck Love 3: Over You e contenente sette brani. L'edizione estesa, F*ck Love 3+: Over You è stata resa disponibile il 27 luglio seguente.

## Tracce
1. Booty Call (Skit) – 0:56
2. Maybe – 2:54
3. Wrong (feat. Lil Mosey) – 3:03
4. I Wish – 2:05
5. Not Fair (feat. Corbin) – 2:46
6. Bathroom (Skit) – 0:24
7. Go (con Juice Wrld) – 3:01
8. Tell Me Why – 3:15
9. Same Thing – 2:04
10. New Guy (Skit) – 0:21
11. Erase U – 1:49
12. Running – 2:15
13. Wish You Well (Skit) – 0:35
14. Need You Most (So Sick) – 2:15
15. Selfish – 3:16

F*ck Love (Savage)
1. Pikachu – 2:13
2. So Done – 2:06
3. Tragic (feat. YoungBoy Never Broke Again & Internet Money) – 2:33
4. Always Do – 2:31
5. Feel Something (con Marshmello) – 2:19
6. F*ck You, Goodbye (feat. Machine Gun Kelly) – 2:24
7. Without You – 2:41

F*ck Love 3: Over You
1. Over You – 2:30
2. Not Sober (feat. Polo G & Stunna Gambino) – 3:36
3. Stay (con Justin Bieber) – 2:21
4. Same Energy – 1:30
5. Don't Leave Me (feat. G Herbo & Lil Durk) – 2:47
6. Bad News – 2:11
7. Still Chose You (feat. Mustard) – 2:51

F*ck Love 3+: Over You
1. I Don't Know – 2:14
2. About You – 2:08
3. Lonely and F*cked Up – 2:42
4. Situation – 1:44
5. Attention – 1:44
6. Best for Me – 2:22

## Successo commerciale
Secondo l'International Federation of the Phonographic Industry F*ck Love è stato il 7º LP più venduto globalmente del 2021.
La pubblicazione ha esordito all'8º posto della Billboard 200 statunitense, segnando la prima top ten del rapper. Nel corso della settimana ha totalizzato 40 000 unità equivalenti, di cui 7 000 sono vendite pure e 33 000 sono stream-equivalent units risultanti da 49,39 milioni di riproduzioni in streaming dei brani. In seguito alla commercializzazione della versione deluxe, ha raggiunto un picco di 3 grazie ad ulteriori 52 000 unità di vendita nella pubblicazione del 21 novembre 2020. Nella sua cinquantatreesima settimana di permanenza, grazie alla pubblicazione della terza parte del progetto, ha raggiunto la vetta della classifica statunitense con 85 000 unità di vendita. All'età di 17 anni The Kid Laroi è divenuto l'artista più giovane ad eseguire ciò da Billie Eilish che nel 2019 arrivò prima con When We All Fall Asleep, Where Do We Go?.
In Canada è stato l'album hip hop di maggior successo del 2021, raccogliendo oltre 202 000 unità.

## Classifiche

### Classifiche settimanali
| Classifica (2020-21) | Posizione massima |
| -------------------- | ----------------- |
| Australia            | 1                 |
| Austria              | 11                |
| Belgio (Fiandre)     | 5                 |
| Belgio (Fiandre)     | 119               |
| Canada               | 1                 |
| Danimarca            | 2                 |
| Estonia              | 12                |
| Finlandia            | 5                 |
| Francia              | 32                |
| Germania             | 33                |
| Irlanda              | 5                 |
| Islanda              | 10                |
| Italia               | 38                |
| Lituania             | 22                |
| Norvegia             | 1                 |
| Nuova Zelanda        | 2                 |
| Paesi Bassi          | 1                 |
| Regno Unito          | 6                 |
| Spagna               | 62                |
| Stati Uniti          | 1                 |
| Svezia               | 4                 |
| Svizzera             | 46                |

### Classifiche di fine anno
| Classifica (2020) | Posizione |
| ----------------- | --------- |
| Australia         | 25        |
| Belgio (Fiandre)  | 149       |
| Danimarca         | 74        |
| Norvegia          | 12        |
| Stati Uniti       | 190       |
| Classifica (2021) | Posizione |
| Australia         | 3         |
| Belgio (Fiandre)  | 28        |
| Canada            | 2         |
| Danimarca         | 7 / 57    |
| Finlandia         | 6         |
| Irlanda           | 29        |
| Norvegia          | 3         |
| Nuova Zelanda     | 14        |
| Paesi Bassi       | 7         |
| Regno Unito       | 25        |
| Stati Uniti       | 6         |
| Svezia            | 28        |
| Classifica (2022) | Posizione |
| Australia         | 21        |
| Belgio (Fiandre)  | 139       |
| Danimarca         | 92        |
| Nuova Zelanda     | 37        |
| Paesi Bassi       | 98        |